# Campionats del món de ciclisme en ruta de 1925
Els Campionats del món de ciclisme en ruta de 1925 es disputaren el 22 d'agost de 1925 a Apeldoorn, Països Baixos.

## Palmarès
| Proves :                 | Or                         | Or         | Plata                | Plata | Bronze                               | Bronze |
| Amateurs                 |                            |            |                      |       |                                      |        |
| Cursa en línia masculina | Henri Hoevenaers · Bèlgica | 5h 34' 09" | Marc Bocher · França | -     | Gerrit van den Bergh · Països Baixos | -      |

## Medaller
| Posició | País          | Or | Plata | Bronze | Total |
| 1       | Bèlgica       | 1  | 0     | 0      | 1     |
| 2       | França        | 0  | 1     | 0      | 1     |
| 3       | Països Baixos | 0  | 0     | 1      | 1     |
| Total   | Total         | 1  | 1     | 1      | 3     |